# Le François
Le François é uma comuna francesa no departamento ultramarino da Martinica. Estende-se por uma área de 53.93 km², e possui 16.423 habitantes, segundo o censo de 2018, com uma densidade de 300 hab/km².